# Roberdhay
Roberdhay, né Robert Hai Amram le 2 février 1917 à Constantine et mort à Paris 15e le 7 novembre 1993, est un artiste-peintre français.
Il est avec Isidore Isou, l'un des précurseurs du lettrisme depuis sa fondation en 1946. Il fut également bijoutier-joaillier à Constantine et maître-imprimeur à Paris.

## Biographie
Roberdhay est un artiste-peintre autodidacte. Il suit des études classiques et mathématiques à l'École française. En 1942, il est enrôlé dans l'armée française.
En 1946, Roberdhay adhère au mouvement d'avant-garde lettriste depuis ses débuts en 1946 à Paris. Il expose avec les Lettristes jusqu'en 1964 dans les galeries et les Salons (Comparaisons, Surindépendants, Art Sacré, Stadler, Valérie Schmidt, la Porte Latine, Creuze-Messine, Galerie des Trois-Rives).
En 1950, il participe à la parution de la revue picturale Ur créée par Maurice Lemaître.
En 1964, Roberdhay se démarque du groupe lettriste mais ne cesse de peindre en appelant désormais ses œuvres lettristes des « scripte-peintures ». Par la suite, s'alliant à un groupe d'artistes et de littéraires, ils distribuent ensemble un Manifeste du Pêle-Mêlisme dans le quartier latin, imprimé à plusieurs dizaines de milliers d'exemplaires, où ils prônent la réunification de tous les artistes de toutes obédiences ainsi que de tous les mouvements artistiques pour promouvoir l'art « pur ».
En 1972, Roberdhay paraît aux côtés des membres de l'Art Lettriste dans Lettrisme et Hypergraphie : « Roberdhay rencontre le groupe lettriste à la Librairie de la Porte Latine, en 1946. La même année, il est le premier peintre à exposer des toiles lettristes dans un Salon, celui des Surindépendants, 1946. Dernière exposition à ce jour avec les lettristes : Lettrisme et Hypergraphie, Stadler 1964. Le style de Roberdhay se caractérise par ses inscriptions de mots, de lettres et de signes, qui s'organisent en une syntaxe sauvage portée par un geste en continuel ébrouement. Il semblerait qu'un vent de tempête, qu'une pluie de neige, fait sans cesse tourbillonner, se heurter, surgir, puis s'effacer dans la pâte, les elzévirs, les didots, les mais et les antans qu'il s'est choisi dans la totalité hypergraphique. »
De 1973 à 1980, il expose en permanence à La Galerie des Trois Rives, 5 rue de l'Odéon à Paris. 
À partir de 1980 jusqu'en 1993, il expose à Le Galion, 92 rue La Fayette à Paris.

## Œuvre
On compte vingt séries de peintures à l'huile, collages et techniques mixtes.[réf. nécessaire]

## Ouvrages de Roberdhay
- les Cahiers du lettrisme, brochures en participation avec les Lettristes
- Manifeste du lettrisme et du pêle-mêlisme

## Citations
« Le désordre est un effet de l'art. C'est un parti-pris d’optimisme pour la promotion de l’humanité.[réf. nécessaire] »